# 국제재무설계사
국제재무설계사(國際財務設計士, Certified Financial Planner, CFP)는 재무설계사를 지칭하는 전문자격증이다. CFP 자격인증자는 개인 고객들에게 재무설계 서비스를 제공하는 전문가이다. 개인의 재무적, 비재무적 정보를 수집, 분석하고 개인의 목표에 따라 재무계획을 수립,실행하고 점검함으로써 개인이 재무목표를 달성할 수 있도록 도와주는 재무설계사이다. 이 자격증은 미국의 CFP 위원회(CFP Board)와 캐나다의 재무설계사 표준 위원회(Financial Planning Standards Council), 그 외 다른 국가에서 CFP수여를 담당하는 국제FPSB (Financial Planning Standards Board) 소속 26여 개의 기관들이 부여한다.

## 같이 보기
- Professional certification
- Professional certification (business)
- 미국공인가치평가사(CVA)
- 국제재무분석사(CFA)
- 국제가치평가사(ICVS)
- 국제재무위험관리사(FRM)
- 미국 세무사(EA)
- 최고재무책임자
- 경영학 석사(MBA)
- 경영공학석사
- 기업·기술가치평가사